# Баскет-метод
Баскет-метод (ин-баскет или ин-трей, от англ. in-basket test, in basket technique, англ. basket/tray — корзина/поднос, лоток) — метод оценки и обучения, основанный на имитации ситуаций, часто встречающихся в практической деятельности. 
Баскет-метод позволяет оценить способность учащегося к работе с информацией и умению принимать решения на основании имеющейся информации. Это упражнение предполагает исполнение обучаемым роли сотрудника, которому нужно разобрать накопившиеся деловые бумаги, относящиеся к повседневной деятельности менеджера той или иной организации, и принять необходимые решения, разобрав данную документацию. 
Цель упражнения для участника — занять позицию человека, ответственного за работу с «входящими документами», и справиться со всеми задачами, которые она подразумевает.

Баскет-метод оценивает и развивает способность к анализу, систематизации и отбору наиболее важных факторов и их классификации с учетом важности и срочности, к формулированию путей решения разных проблем.

## Процедура баскет-метода
- обучаемому/тестируемому описывают роль, которую он должен сыграть;
- обучаемому/тестируемому предоставляют материалы, по каждому из которых он должен принять решение в течение определенного срока;
- проводится финальная беседа обучаемого с тренером (или тестируемого с оценивающим):

Обучаемый/тестирумый описывает механизм принятия решений, обосновывает их, выделяет возможные последствия принятого им решения, оценивает личную степень удовлетворенности результатом.
Тренер, анализируя полученную от обучаемого информацию, предлагает альтернативы решений, выделяет упущенные возможности, прогнозирует результаты принятых решений, дает рекомендации на будущее.
Особенность метода состоит в том, что обучаемый получает весь объем документов единовременно (структурированных или в беспорядке), и вынужден для принятия решений пообщаться со множеством людей, чтобы собрать нужную информацию.